# Robert Turner
Robert Eugene Turner III (Augusta, 8 aprile 1993) è un cestista statunitense.